# Jean-Guy Talamoni
Jean-Guy Talamoni (Saumur, 6 maggio 1960) è un politico francese, esponente del nazionalismo corso. È conosciuto anche con il nome còrso di Ghjuvan Guidu Talamoni (Giovanni Guido Talamoni).

## Biografia
Nato nel 1960 a Saumur nella Loira da famiglia corsa originaria di Vezzani, Pietra di Verde, Moita e Pietroso (Alta Corsica), e alla fine della Guerra d'Algeria nel 1962 la sua famiglia si trasferì a Morsiglia e frequentò le scuole a Bastia.
Talamoni è un politico di primo piano del nazionalismo corso, militante indipendentista di "Corsica Nazione Indipendente" e presidente del gruppo nazionalista nell'Assemblea di Corsica, denominato Corsica Libera.
Egli è un consigliere comunale a Bastia e membro del congresso della lingua e della cultura della Corsica.
Avvocato di professione, ha pubblicato diversi libri sulla politica nell'isola in lingua corsa.
Nel 2007 ha fondato una rivista in corso A Nazione.
Il 17 dicembre 2015 è stato eletto presidente dell'Assemblea della Corsica.

## Opere
- Ce que nous sommes, essai sur la situation culturelle et politique de la Corse, pref. di Albert Memmi, DCL, Ajaccio, Ramsay, Parigi, 2001.
- Libertà, ouvrage d’entretien avec le journaliste Jacques Renucci, autour des questions culturelle et politique, DCL éditions, Ajaccio, 2004.
- Dictionnaire commenté des expressions corses, approche comparative avec autres langues romanes, DCL éditions, Ajaccio, 2004.
- Diccionari d’expressions corses comentades, ed. in catalano del Dictionnaire commenté des expressions corses, éditions Llibres de l’Índex, Barcellona, 2006.
- Dictionnaire commenté des proverbes corses, DCL éditions, Ajaccio, 2006.
- Anthologie bilingue de la littérature corse, DCL éditions, Ajaccio, 2008.
- Littérature et politique en Corse. Imaginaire national, société et action publique, Albiana, Ajaccio, giugno 2013.
- Avanza! La Corse que nous voulons, Flammarion, Parigi, 2016